# Драматический театр Балтийского флота
Драматический театр Балтийского флота — театр Балтфлота.
В декабре 1930 года окончились манёвры Краснознаменного БалтФлота. По этому случаю был дан концерт, на котором присутствовал Маршал Советского Союза К. Е. Ворошилов. Под впечатлением от мастерства актёров, маршал предложил создать военно-морской театр из числа энтузиастов в городе-крепости Кронштадт.

## История

### Довоенный период
Самое активное участие в создании нового театра принял известный бытописатель балтийцев Всеволод Вишневский.
В 1934 году с группой выпускников Ленинградского театрального училища в театр пришёл талантливый режиссёр и прекрасный организатор Александр Викторович Пергамент. С его приходом в коллективе закипела бурная творческая жизнь.
Новый худ. рук. в своей статье, посвященной десятилетнему юбилею театра писал:
…первое пятилетие жизни коллектива проходило в достаточной степени хаотично. В театр были списаны с кораблей и частей флота артисты самых различных жанров и направлений. Тут и певцы, и танцоры. И чтецы и акробаты… Короче говоря, это был весьма разнообразный по своему составу коллектив. Ему нужна была в то время твёрдая направляющая рука. Но, к сожалению, все режиссёры, а среди них были и большие мастера советского театра, здесь являлись случайными людьми … За первые 4 года в театре сменилось 7 режиссёров.
Репертуарная линия театра сформировалась к концу первого десятилетия. Основным направлением стало создание героико-патриотических спектаклей. Основу этого репертуара театра составляли
- «Мятеж» Д. Фурманова,
- «Гибель эскадры» А. Корнейчука,
- «Князь Мстислав Удалой» И.Прута,
- «Любовь Яровая» К. Тренева.
- «Бронепоезд 14-68» Вс. Иванова,
- «Первая Конная» и «Оптимистическая трагедия» Вс. Вишневского.

Труппа выросла до ста человек.

### Театр Балтфлота в годы Великой Отечественной войны и блокады Ленинграда
По-настоящему почувствовать своё военное происхождение флотский театр смог уже во время зимней войны с Финляндией (в период советско-финляндского конфликта зимой 1939—1940 годов коллектив дал около 300 выступлений). Но особое значение словосочетание «военные артисты» приобрело в годы Великой Отечественной войны 1941—1945 годов. Начало войны артисты встретили в Таллине, куда из Кронштадта коллектив был перебазирован в 1940-м.
В первый же день войны артисты начали гастролировать по действующим частям, разделившись на небольшие концертные бригады — «пятёрки». В репертуаре такой «пятёрки» мог быть отрывок из известной пьесы или одноактный спектакль, выступление небольшого оркестра, шуточный дует, акробатический номер, танец, частушки, народные песни. С костюмами в заплечном мешке и облегчённым реквизитом, за плечами — баян, в руке — винтовка (личное оружие — у каждого) — так военные артисты пробирались на передовую.
«Трудно найти такой уголок на Балтике, где бы не побывали выездные бригады театра. Ни артиллерийский обстрел, ни воздушные налёты, ни угроза мин не останавливают их в стремлении донести великую зажигающую силу искусства до самой массы бойцов», — сообщает газета «Краснознамённый Балтийский флот» 12 августа 1941 года.
«Их можно видеть всюду. <…> Там, где не могут выступать двое, выступает один. Где не проходит машина, артисты идут пешком», — пишет корреспондент К. Кормушенков в заметке «С баяном и гранатой».
Выступали на фортах и палубах военных кораблей, в кубрике, на площадке орудийного расчёта, в землянках и прямо под открытым небом. Но чаще — на открытой платформе грузовика. А если напротив него была возможность установить два мотоцикла, которые своими зажжёнными фарами освещали артистов, то условия были не хуже, чем в настоящем театре. В 1941-м кочевой образ жизни стал нормой для актёров «блиндажно-палубного», как они его называли, театра и ансамбля песни и пляски. По два-три-пять выступлений в сутки. Сегодня — у лётчиков на аэродроме, завтра — у артиллеристов на батарее морских орудий, ещё через день — на катерах.
За первый месяц войны 11 фронтовых бригад Театра Краснознамённого Балтийского флота дали 900 выступлений. В конце сентября 1941 года художественный руководитель Театра КБФ Александр Пергамент сообщил газете «Правда», что за три месяца войны его артисты дали около 1500 концертов.
Актрисы на фронте
Не сразу появились в труппе флотского театра актрисы. Но тяготы военного времени легли в полной мере и на их хрупкие плечи. С 1940 по 1941 год в Театре Балтийского флота служила уже до войны активно снимавшаяся в кино Валентина Телегина. При эвакуации с острова Эзель (Сааремаа) актриса самоотверженно уступила своё место в самолёте раненому солдату и покинула военную базу одной из последних. Актриса Людмила Макарова не смогла уехать из Ленинграда вместе с труппой БДТ и в 1941-м поступила в Театр Балтфлота, в составе которого выступала до конца войны. «Артистка Вера Рихтер добровольно приехала на фронт, изъявив желание вместе с другими своими товарищами служить делу обороны. В театре пять девушек-добровольцев. Все из Ленинграда».
Женщины повсюду были наравне с мужчинами. Актриса Евгения Церебилко — единственная женщина, награждённая орденом Красной звезды в труппе, вспоминала: "Помню, как из последних сил старалась не отставать от ребят в пути и всё-таки отставала: идти мешали большие валенки, шапка, то и дело наползавшая на глаза. «Ничего-ничего, старуха, — подбадривал меня Саша Княжецкий. — Всё равно они нас будут ждать, наши балтфлотцы, куда им без нас?»
Актриса Софья Прусиновская вспоминала: «Война искусству скидок не дает! — любил повторять наш режиссёр и бригадир Савва Раппопорт. — Не думайте, что если спектакль идёт на палубе боевого корабля или под крылом самолёта на аэродроме, то можно играть вполсилы. Мы — актёры!»
Актёры переодевались прямо на глазах у зрителей, гримировались в ближайших кустах. Мебели не хватало и порой ящики или даже футляры от музыкальных инструментов изображали «уютную» жилую обстановку. Однажды на сцену вынесли стол с телефоном, шнур которого свободно болтался, свесившись со стола. Художественный руководитель Театра КБФ режиссёр Александр Пергамент вспоминал, как во время спектакля, когда герой взял трубку и начал набирать номер, один из бойцов-зрителей подполз тихонько к шнуру и воткнул его вилку в землю. Да, зрители видели примитив сценических средств, но хотели верить и верили в предлагаемые обстоятельства. Потому им нужна была настоящая вода в графине и настоящий выстрел, даже если его производил помощник режиссёра, стреляя в воздух рядом со сценой, не скрываемый от публики за отсутствием кулис.
Таллинский переход — первые потери
26 августа 1941 года театр, размещённый на военных и гражданских кораблях, под непрерывной бомбёжкой гитлеровской авиации и флота совершил перебазирование из Таллина в Ленинград. В этом переходе погибла значительная часть труппы.
Все 900 дней труппа работает в тяжелейших условиях блокады вместе с защитниками города. В эти суровые годы театр оперативно маневрирует репертуаром, переходя от малых концертных форм к постановке больших спектаклей.
За 1418 дней войны театр показал свыше шести тысяч спектаклей и концертов.

### Послевоенные годы
- В 1947 году Решением Политического Управления ДКБФ театр был перебазирован в Лиепаю.
- В 1970 году в честь 40-летия театру было присвоено имя Всеволода Вишневского.
- В 1992 году вместе с войсками, выводимыми из Прибалтики, он перебазируется в Кронштадт — город своего рождения.